# Гровланд (Флорида)
Гровланд (енгл. Groveland) град је у америчкој савезној држави Флорида. По попису становништва из 2010. у њему је живело 8.729 становника.

## Демографија
Према попису становништва из 2010. у граду је живело 8.729 становника, што је 6.369 (269,9%) становника више него 2000. године.
| Група             | 2000.         | 2010.         |
| Белци             | 1.448 (61,4%) | 4.445 (50,9%) |
| Афроамериканци    | 529 (22,4%)   | 1.486 (17,0%) |
| Азијати           | 13 (0,6%)     | 221 (2,5%)    |
| Хиспаноамериканци | 347 (14,7%)   | 2.263 (25,9%) |
| Укупно            | 2.360         | 8.729         |